# Чемпіонат Хмельницької області з футболу 2009
Чемпіонат Хмельницької області з футболу 2009 — чемпіонат Хмельницької області з футболу, який тривав з квітня по жовтень 2009 року.

## Команди-учасниці
У Чемпіонат Хмельницької області з футболу 2009 взяли участь 8 команд:
| Команда            | Місто               | Місце в попер. ч-ті |
| ------------------ | ------------------- | ------------------- |
| «Бартнік-Горинь»   | м. Ізяслав          | 10                  |
| «Берегиня»         | с. Сутківці         | -                   |
| «Енергетик»        | м. Нетішин          | 3                   |
| «Збруч-Агро»       | м. Волочиськ        | 1                   |
| ФК «Верест-ІНАПіК» | м. Дунаївці         | 2                   |
| ФК «Красилів»      | м. Красилів         | -                   |
| ФК «Славута»       | м. Славута          | 4                   |
| ФК «Случ»          | м. Старокостянтинів | 6                   |

## Фінальна таблиця
| М | Команда            | І  | В  | Н | П  | РМ    | О  |
| - | ------------------ | -- | -- | - | -- | ----- | -- |
|   | «Збруч-Агро»       | 14 | 11 | 2 | 1  | 32−8  | 35 |
|   | ФК «Верест-ІНАПіК» | 14 | 10 | 1 | 3  | 17−6  | 31 |
|   | ФК «Красилів»      | 14 | 8  | 1 | 5  | 27−15 | 25 |
| 4 | ФК «Славута»       | 14 | 7  | 0 | 7  | 20−20 | 21 |
| 5 | ФК «Случ»          | 14 | 6  | 1 | 7  | 16−22 | 19 |
| 6 | «Бартнік-Горинь»   | 14 | 5  | 2 | 7  | 18−30 | 17 |
| 7 | «Енергетик»        | 14 | 2  | 1 | 11 | 19−27 | 7  |
| 8 | «Берегиня»         | 14 | 1  | 4 | 9  | 16−27 | 7  |